# المكتب الرئيسي لقيادة قوات الأمن الخاصة
المكتب الرئيسي لقيادة قوات الأمن الخاصة SS-Führungshauptamt ( (بالإنجليزية: SS Leadership Main Office)‏ ) ( SS-FHA ) كان مقر العملياتي لشوتزشتافل.
كان مسؤولة عن إدارة SS-Junkerschulen ( إس إس-مدارس يونكر ) ، والخدمات الطبية، والخدمات اللوجستية، ومعدلات الأجور. وكان أيضًا المقر الإداري والتشغيلي لفافن إس إس التي كانت مسؤولة عن تنظيمها ومعداتها.

## التكوين
تم تشكيل SS-Führungshauptamt، الذي كان تحت قيادة زعيم الرايخ إس إس هاينريش هيملر، في أغسطس 1940 من بعض أقسام مكتب قوات الأمن الخاصة الرئيسي (SS-HA) وألجيماينه إس إس.  كان واجبها الرئيسي هو الإدارة التشغيلية والإدارية في فافن-إس إس، بما في ذلك وضع سياسة عامة بشأن توظيف ومعالجة متطلبات الموظفين الخاصة. أشرف أيضًا على Kommandoamt der Allgemeine SS (General SS HQ).  تمت ترقية هانز جوتنر إلى منصب رئيس أركان SS-FHA وتولى العمليات اليومية. عندما استقال هيملر من منصب رئيس SS-FHA في عام 1943، تسلم يوتنر منصب رئيس القسم حتى نهاية الحرب.
تمت إدارة عملية تعيين أعضاء فافن-إس إس من خلال SS-HA ورئيسها، جوزيف بيرغر. تسبب هذا في تداخل الاختصاص والاحتكاك بين فرعي إس إس.  لبرغر SS-HA علاقة إشكالية مع SS-FHA، التي كانت مسؤولة عن تنظيم وتدريب وتجهيز فافن-إس إس. كانت الجهود الأولية التي بذلها جوتنر لدمج المجندين من أوروبا الغربية والدول الاسكندنافية غير كافية مع التركيز غير الكافي على تدريب وتعيين الضباط والضباط غير المفوضين (ضباط الصف) من صفوف المجندين الجدد. أراد SS-FHA أيضًا أن تكون فافن-إس إس عبارة عن فيلق صغير من النخبة، لكن بيرجر وهيملر كانوا يعلمون أن أدولف هتلر يحتاج إلى أكبر عدد ممكن من الأقسام، حتى لو كان ذلك يعني أن بعض تشكيلات فافن-غس إس ستكون أقل جودة.  خلال سنوات الحرب، لتلبية معدلات الإصابات العالية واحتياجات التوسع في فافن-إس إس، تم استخدام أعضاء ألجيماينه إس إس وغيرهم من العاملين في منظمات SS في حملات تجنيد إجبارية بواسطة SS-HA لتلبية الاحتياجات من القوى العاملة التي تحتاجها فافن إس إس. 

### اقتباسات
1. 1 2 3  Wegner 1990.
2. ↑  McNab 2009.
3. ↑  Weale 2010.

## قائمة المراجع
- McNab، Chris (2009). The SS: 1923–1945. London: Amber Books. ISBN:978-1-906626-49-5.  McNab، Chris (2009). The SS: 1923–1945. London: Amber Books. ISBN:978-1-906626-49-5.  McNab، Chris (2009). The SS: 1923–1945. London: Amber Books. ISBN:978-1-906626-49-5.
- Weale، Adrian (2010). The SS: A New History. Little, Brown. ISBN:978-1-4087-0304-5.  Weale، Adrian (2010). The SS: A New History. Little, Brown. ISBN:978-1-4087-0304-5.  Weale، Adrian (2010). The SS: A New History. Little, Brown. ISBN:978-1-4087-0304-5.
- Wegner، Bernd (1990). The Waffen-SS: Organization, Ideology and Function. Blackwell. ISBN:0-631-14073-5.  Wegner، Bernd (1990). The Waffen-SS: Organization, Ideology and Function. Blackwell. ISBN:0-631-14073-5.  Wegner، Bernd (1990). The Waffen-SS: Organization, Ideology and Function. Blackwell. ISBN:0-631-14073-5.